# Melegedő South Park
A Melegedő South Park (South Park Is Gay!) a South Park című rajzfilmsorozat 104. része (a 7. évad 8. epizódja). Elsőként 2003. október 22-én sugározták az Amerikai Egyesült Államokban.

## Cselekmény
Miután a „Homokosok és Heterók” (Queer Eye for the Straight Guy – magyarul Melegítő néven vetítették) című sorozatot vetíteni kezdik a városban, minden South Park-i férfi követni kezdi a metroszexuális divatot – beleértve a gyerekeket is. Az egyedüli kivétel Kyle, aki nem akar beállni a sorba, emiatt elveszíti barátait, a többiek pedig az iskolában kiközösítik és megverik; Mr. Garrison és Mr. Furkó, két valóban homoszexuális férfi, akik szerint a divathóbort veszélyt jelenthet a meleg szubkultúrára; illetve Séf bácsi, aki szintén nem követi a trendet és Kyle-t is erre biztatja. A South Park-i nők eleinte támogatják az új módit, mivel férjeik és gyerekeik ennek köszönhetően higiénikusabbak, valamint nyitottabbak lettek, de hamar elegük lesz az egészből, mert a férfiak egyre inkább elhanyagolják őket és csak a saját külsejükkel törődnek. 
Kyle, Mr. Garrison és Mr. Furkó New Yorkba utazik, hogy végezzen a sorozat készítőivel, de a tervük kudarcba fullad. Ezután megpróbálják érvekkel meggyőzni a műsorvezetőket a sorozat káros voltáról, de ők hajthatatlanok – Mr. Garrison hamar rájön, hogy a készítők valójában nem melegek. Ekkor a készítők hirtelen elkomorulnak és felfedik az igazságot: a meleg külső csupán álca, ők valójában az ősi Rákemberek fajának tagjai és céljuk a világ elfoglalása, a férfiak legyengítésén keresztül.
A Rákemberek fogságában Kyle-ék kénytelenek végignézni, ahogy az amerikai elnök, George Bush is metroszexuális átalakításon esik át – ekkor azonban megjelennek a feldühödött South Park-i feleségek és megölik a műsorvezetőket. Kiderül az igazság a Rákemberekről, a sorozat producere pedig úgy dönt, ismét divatba hozzák a latin trendet – melyet South Park lakosai azonnal átvesznek. 
Kyle-t visszafogadják a barátai, ő viszont azt mondja nekik, nem tudja ilyen könnyen elfelejteni a történteket; ezután azonban hamarosan mégis csatlakozik hozzájuk.

## Utalások
- Kyle átalakítási jelenetei alatt a Widelife „All Things (Just Keep Getting Better)” című száma hallható – amely a Melegítő című műsorban is szerepelt.

## Érdekességek
- A Melegedő South Park negyedik lett a „10 South Park-epizód, amely megváltoztatta a világot” listán, 2006-ban.
- Stan nagybátyja, Jimbo Kern ebben a részben látható először kalap nélkül.

## Külső hivatkozások
- Melegedő South Park a South Park Studios hivatalos honlapon (Archiválva 2008. március 25-i dátummal a Wayback Machine-ben)